# Ceromya
Ceromya là một chi ruồi trong họ Tachinidae.

## Các loài
- Ceromya aberrans (Malloch, 1930)[13]
- Ceromya amblycera (Aldrich, 1934)[14]
- Ceromya americana (Townsend, 1892)[15]
- Ceromya amicula Mesnil, 1954[16]
- Ceromya angustifrons (Malloch, 1930)[13]
- Ceromya apicipunctata (Malloch, 1926)[17]
- Ceromya balli O'Hara, 1994[18]
- Ceromya bellina Mesnil, 1957[19]
- Ceromya bicolor (Meigen, 1824)[20]
- Ceromya buccalis (Curran, 1933)
- Ceromya capitata Mesnil, 1957[19]
- Ceromya cephalotes Mesnil, 1957[19]
- Ceromya cibdela (Villeneuve, 1913)[21]
- Ceromya cothurnata Tachi & Shima, 2000[22]
- Ceromya dilecta Herting, 1977
- Ceromya dorsigera Herting, 1967
- Ceromya dubia (Malloch, 1930)[13]
- Ceromya elyii (Walton, 1914)[3]
- Ceromya femorata Mesnil, 1954[16]
- Ceromya fera (Mesnil, 1954)[16]
- Ceromya fergusoni (Bezzi, 1923)[23]
- Ceromya flava O'Hara, 1994[18]
- Ceromya flaviceps (Ratzeburg, 1844)[24]
- Ceromya flaviseta (Villeneuve, 1921)[25]
- Ceromya glaucescens Tachi & Shima, 2000[22]
- Ceromya helvola Tachi & Shima, 2000[22]
- Ceromya hirticeps (Malloch, 1930)[13]
- Ceromya invalida (Malloch, 1930)[26]
- Ceromya kurahashii Tachi & Shima, 2000[22]
- Ceromya laboriosa (Mesnil, 1957)[19]
- Ceromya languidula (Villeneuve, 1913)[21]
- Ceromya languidulina Mesnil, 1977[27]
- Ceromya laticornis (Malloch, 1930)[13]
- Ceromya latipalpis (Malloch, 1930)[13]
- Ceromya lavinia (Curran, 1927)[28]
- Ceromya longimanus (Mesnil, 1957)[19]
- Ceromya lutea (Townsend, 1927)[29]
- Ceromya luteicornis (Curran, 1933)
- Ceromya luteola Tachi & Shima, 2000[22]
- Ceromya maculipennis (Malloch, 1930)[13]
- Ceromya magnicornis (Malloch, 1930)[13]
- Ceromya mellina (Mesnil, 1953)[30]
- Ceromya monstrosicornis (Stein, 1924)[5]
- Ceromya natalensis (Curran, 1927)[28]
- Ceromya nigronitens (Mesnil, 1954)[16]
- Ceromya norma (Malloch, 1929)[31]
- Ceromya occidentalis O'Hara, 1994[18]
- Ceromya ontario (Curran, 1933)
- Ceromya oriens O'Hara, 1994[18]
- Ceromya orientalis (Townsend, 1926)
- Ceromya palloris (Coquillett, 1895)[32]
- Ceromya parviseta (Malloch, 1930)[26]
- Ceromya patellicornis Mesnil, 1957[19]
- Ceromya pendleburyi (Malloch, 1930)[13]
- Ceromya portentosa Mesnil, 1957[19]
- Ceromya prominula Tachi & Shima, 2000[22]
- Ceromya pruniosa Shima, 1970
- Ceromya pudica (Mesnil, 1954)[16]
- Ceromya punctipennis (Malloch, 1930)[13]
- Ceromya punctum (Mesnil, 1953)[30]
- Ceromya rotundicornis (Malloch, 1930)[13]
- Ceromya selangor (Malloch, 1930)[13]
- Ceromya silacea (Meigen, 1824)[20]
- Ceromya speciosa (Mesnil, 1954)[16]
- Ceromya subopaca (Aldrich, 1934)[14]
- Ceromya unicolor (Aldrich, 1934)[14]
- Ceromya valida (Curran, 1927)[4]
- Ceromya varichaeta (Curran, 1927)
- Ceromya xanthosoma (Mesnil, 1954)[16]